# 232 Russia
För andra betydelser, se Russia.
232 Russia eller 1929 QA är en asteroid i huvudbältet som upptäcktes den 31 januari 1883 av den österrikiske astronomen Johann Palisa. Den fick senare namn efter landet Ryssland.
Russias senaste periheliepassage skedde den 24 april 2022. Dess rotationstid har beräknats till 21,91 timmar. Asteroiden har uppmätts till diametern 53,28 kilometer.